# Brabrand IF
Brabrand Idrætsforening Fodbold ist ein dänischer Mehrspartensportverein aus dem Aarhuser Stadtteil Brabrand.

## Geschichte
Brabrand IF wurde 1934 gegründet. Die Fußballer spielten lange Zeit nur im unterklassigen Ligabereich und erlebten nach der Übernahme des Trainerpostens durch den vormaligen dänischen Nationalspieler Lars Lundkvist 1999 einen Aufschwung, als sich die Mannschaft im unterklassigen dänischen Profifußball etablierte und mehrfach für den dänischen Landespokals qualifizierte. 2005 führte er den Klub zum erstmaligen Aufstieg in die zweitklassige 1. Division. In der Spielzeit 2005/06 belegte der Neuling den letzten Nichtabstiegsplatz, im Endklassement der Saison 2006/07 reichte es für die Mannschaft nur zu einem Abstiegsplatz. Für die Spielzeit 2009/10 kehrte Lundkvist mit der Mannschaft nochmals in die zweite Liga zurück, als Schlusslicht blieb es jedoch beim einjährigen Aufenthalt.
Später schwankte Brabrand IF, bei dem Lundkvist 2012 zurückgetreten war, zwischen der dritthöchsten 2. Division  und der vierthöchsten 3. Division. In der Spielzeit 2017/18 trat der Klub erneut in der zweiten Liga an, verpasste aber abermals den Klassenerhalt. Anschließend spielte er mehrere Jahre in der dritten Spielklasse, aus der er am Ende der Spielzeit 2023/24 abstieg. Während sie um den direkten Wiederaufstieg spielte, war sie auch im Pokalwettbewerb 2024/25 erfolgreich, wo der Viertligist erst im Viertelfinale am Viborg FF (1:1, 0:6) scheiterte.